# 2112년 도라에몽 탄생
2112년 도라에몽 탄생은 1995년 3월 4일에 개봉한 도라에몽의 단편 애니메이션 영화로 도라에몽이 노진구에게 오기 전, 무슨 일을 했는지 알려주고 있다. 원작자가 간부전으로 사망하기 불과 2년 전에 개봉하였는데 원작자는 자신을 만화에 넣었다.

## 줄거리
1969년 (쇼와 44년) 11월, 후지모토 히로시는 만화를 짓지 못해 고민하고 있다. 하지만 만화사에서 만화를 전혀 못 지어서 집에서 만화를 짓는다. 마감일을 앞두고, 어떤 만화를 지어야 성공할지 고민하는 원작자. 곤히 자는 아이들을 보면서 저 서랍 속에 타임머신이라도 생겨서 그것을 타고 가고 싶다는 생각을 한다. 근데 서랍 안 저 구석에서 진짜 타임머신이 생긴다. 2112년, 일본 도쿄도의 마츠시바 로봇공장에서 도라에몽이 생산된다. 처음에는 귀도 달렸고, 노란색의 고양이형 로봇이였다. 심지어 당시에는 목소리도 노진구와 같은 목소리였다. 하지만 도라에몽은 생산되는 중에 하늘에서 내려오는 번개를 맞아 나사 하나가 빠지게 된다. 로봇학교에 입학하지만 나사가 빠진 것 때문에 성능이 떨어지고 공부도 못해 다른 반으로 이동하는데...

## 등장인물
도라에몽, 여우형 로봇, 노비 세와시, 미니도라, 선생님 등.

## 성우
| 캐릭터        | 성우                         |
| ------------- | ---------------------------- |
| 도라에몽      | 오오야마 노부요 성우: 문남숙 |
| 노란 도라에몽 | 요코야마 치사 성우: 김정아   |
| 도라미        | 요코자와 케이코              |
| 노비 세와시   | 오오타 요시코                |
| 교장          | 나가이 이치로                |